# Ian Anderson

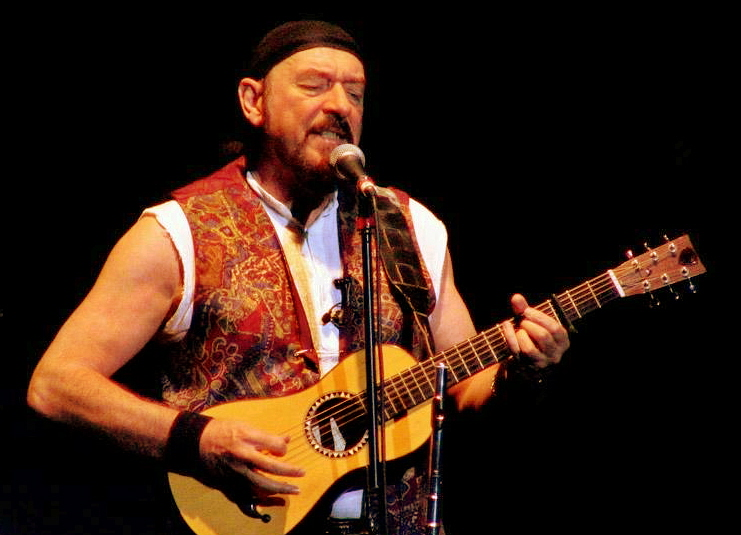
Ian Anderson (2006)

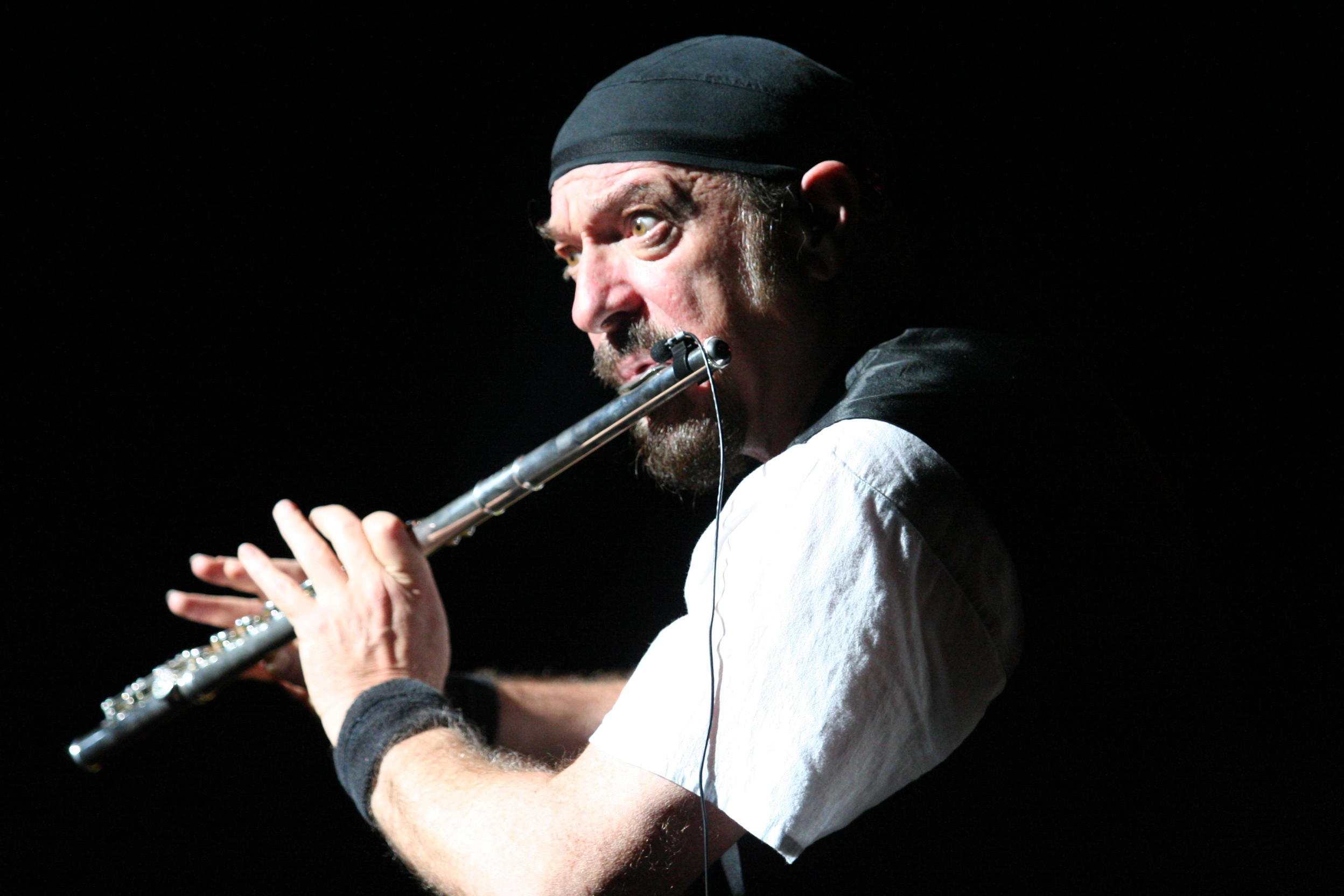
Ian Anderson (2007)

Ian Scott Anderson, MBE (* 10. August 1947 in Dunfermline, Schottland), ist ein britischer Sänger, Komponist, Texter, Flötist und Gitarrist, der als Frontmann der Band Jethro Tull bekannt wurde. 

## Leben

### Kindheit und Jugend
Ian Anderson wurde als Sohn eines Fabrikbesitzers und jüngster von drei Brüdern geboren. Die ersten Jahre seiner Kindheit verbrachte er in Edinburgh.  
Seine Familie zog 1958 nach Blackpool in Nordwestengland. Ab 1964 besuchte er das Blackpool College of Art, wo er Kunst studierte. Sehr viel später in seinem Leben kehrte er nach Schottland zurück.

### Frühe Karriere
Als Teenager arbeitete Anderson als Verkäufer in einem Blackpooler Kaufhaus, dann in einem Zeitschriftenkiosk. Später berichtete er, dass ihn die Lektüre von Melody Maker und New Musical Express während der Pausen dazu inspirierte, in einer Band zu spielen. 
1963 gründete Anderson mit Schulfreunden die Band The Blades. Außer ihm wirkten mit: Barriemore Barlow (Schlagzeug), John Evan (Keyboard), Jeffrey Hammond (Bassgitarre) und Michael Stephens (Gitarre). Die Band spielte Soul und Blues, mit Anderson als Sänger und mit der Mundharmonika – er fand erst später zur Querflöte. Ab 1965 hieß die Band John Evan Band. Sie löste sich bald darauf auf. Anderson zog anschließend nach Luton um, wo er den Schlagzeuger Clive Bunker und den Gitarristen und Sänger Mick Abrahams von der Bluesband McGregor’s Engine kennenlernte. Zusammen mit dem Bassisten Glenn Cornick gründeten sie die Band Jethro Tull, mit der Ian Anderson bis 2014 zusammenblieb. Anfangs war die Band unter dem Namen The Four Fingers aufgetreten. Als sie das erste Mal im legendären Londoner Marquee Club gebucht wurde, hatte sie ein historisch versierter Buchungsagent „Jethro Tull“ genannt, und zwar in Anlehnung an eine Person aus dem 18. Jahrhundert. Damals gab Anderson seine Pläne auf, E-Gitarre zu spielen. Er tauschte seine Gitarre gegen eine Querflöte ein, die er nach einigen Wochen Übung einigermaßen im Rock- und Bluesstil spielen konnte. Laut Plattentext des ersten Jethro-Tull-Albums, This Was, hatte er die Querflöte erst einige Monate vor den Aufnahmen zu dieser LP zu spielen begonnen. Außerdem spielte er im Laufe seiner Karriere Sopransaxophon, Mandoline, Bouzouki, Balalaika, Keyboards, Bassgitarre, verschiedene Flöten und andere Instrumente.
Als Querflötist ist Anderson Autodidakt. Sein Flötenspiel ist durch Überblasen, Flatterzunge, Growling = (Mit-)Singen des gegriffenen Tons, Summen und sogar Grunzen charakterisiert. Beeinflusst wurde er durch den Jazzmusiker Roland Kirk, dessen Stück Serenade to a Cuckoo auf This Was gecovert wurde. Beim Spielen der Querflöte steht Anderson oft auf nur einem Bein, das andere Bein ist angewinkelt. In seiner Anfangszeit mit Jethro Tull nahm er diese Haltung instinktiv beim Mundharmonikaspielen ein, wobei er sich das Mikrofon umklammernd auf dem Mikrofonständer abstützte, um das Gleichgewicht zu halten. Ein Journalist schrieb, wohl aufgrund ungenauer Erinnerung, Anderson nehme diese Haltung beim Flötenspiel ein. Dieser sah sich von da an gezwungen, dieser Schilderung bei Konzerten gerecht zu werden, was einige Übung erforderte, da ein Abstützen auf den Mikrofonständer beim Spielen der Flöte nicht möglich ist. Ein weiteres Markenzeichen war lange Zeit sein einseitig verkürzter Frack.

### Spätere Karriere
Ian Anderson hat eine Reihe von Soloalben veröffentlicht sowie in verschiedenen Projekten anderer Musiker mitgewirkt – in der Öffentlichkeit wird er aber seit 50 Jahren vorrangig als Kopf der Band Jethro Tull gesehen. Dies liegt insbesondere daran, dass sich Anderson in seiner Karriere mit Jethro Tull eine charakteristische Art der Musik und Bühnenpräsenz erarbeitet hat, die meist den vorherrschenden Trends in der Rockmusik zuwiderlief. Zeitweise ließ er sich von britischem Brauchtum inspirieren – er erschien als mittelalterlicher Narr, elisabethanischer Gaukler, englischer Junker und schottischer Gutsherr. Zu anderen Zeiten schlüpfte er in die Rolle eines Astronauten, Piraten oder Landstreichers. Seine Darstellungen enthalten oft eine große Portion Selbstironie.

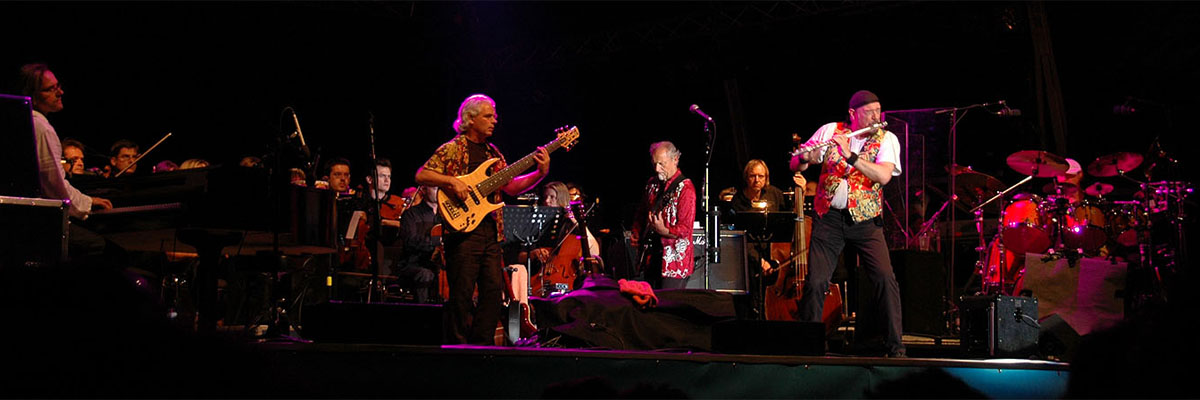
Anderson plays the Orchestral Jethro Tull – auf dem Hessentag in Butzbach am 6. Juni 2007

In den 1990er Jahren begann Anderson, mit einfachen Bambusflöten zu arbeiten. Er verwendete Techniken wie das Überblasen und das teilweise Abdecken von Blaslöchern zum Erzeugen gebundener und verschliffener Töne. So konnte er diesem einfachen Instrument neuartige Klänge entlocken. Er nahm mehrere Stücke auf, auf denen er alle Instrumente selbst spielte und auch als Toningenieur und Produzent tätig war, wie Another Christmas Song (1988). Seine ersten Erfahrungen im „Ein-Mann-Betrieb“ sammelte er 1971 mit dem Stück Locomotive Breath. Um seine Band von dem Stück zu überzeugen, spielte er alle Instrumente selbst, stellte ein Demoband her und sang dazu. Gerade dieser Titel wurde der erfolgreichste von Jethro Tull und wird noch heute bei fast jedem Auftritt der Band gespielt.

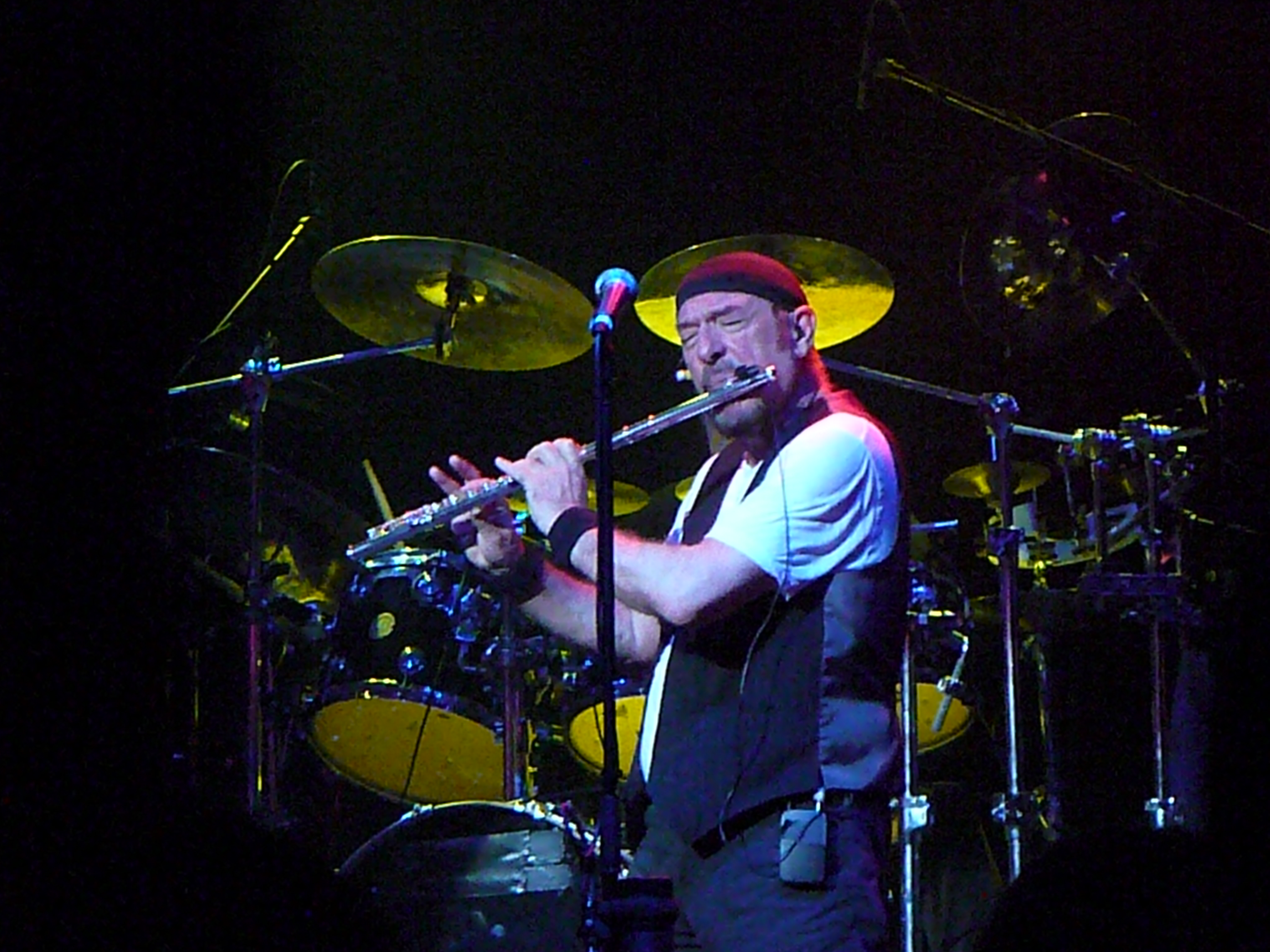
Anderson in der Rock Hal Esch-sur-Alzette 21. Mai 2010

Andersons Musik vermischt Stile wie Folk, Jazz, Blues, Klassik, Rock- und Weltmusik. Seine Songtexte sind meist komplex. Häufig handeln sie von nicht ganz ernst gemeinter Kritik an den absurden Regeln der Gesellschaft, wie beispielsweise an den Kirchen (My God, Hymn 43, Thick as a Brick). Oft enthalten die Texte Motive aus vergangenen Zeiten, Mythologie und Literatur, wie in Minstrel in the Gallery, Jack-in-the-Green, Broadsword und One Brown Mouse. Insbesondere auf den jüngeren Alben beschreibt Anderson häufig Szenen aus seinem täglichen Leben (Rocks on the Road, Old Black Cat).
Obwohl er nie eine klassische Musikausbildung absolvierte, werden Andersons Fähigkeiten auch von Protagonisten der klassischen Musik gewürdigt. So gab Jethro Tull 1985 auf Einladung ein Konzert im Rahmen der Feierlichkeiten zum 300. Geburtstag Johann Sebastian Bachs in West-Berlin, das in den dritten Fernsehprogrammen übertragen wurde.
Ein Markenzeichen Andersons ist seine energetische Bühnenpräsenz – eindringliche Mimik und Gestik, den Bühnenraum ausnutzende und bisweilen auf die Sitzreihen des Publikums ausgedehnte Bewegungsmuster, Jonglieren der Flöte, die Band dirigierende Arm- und Tanzbewegungen – was ihm Titulierungen wie „Flötenderwisch“, „madman flautist“ und „Rattenfänger“ sowie Vergleiche mit Rudolf Nurejew einbrachte. 

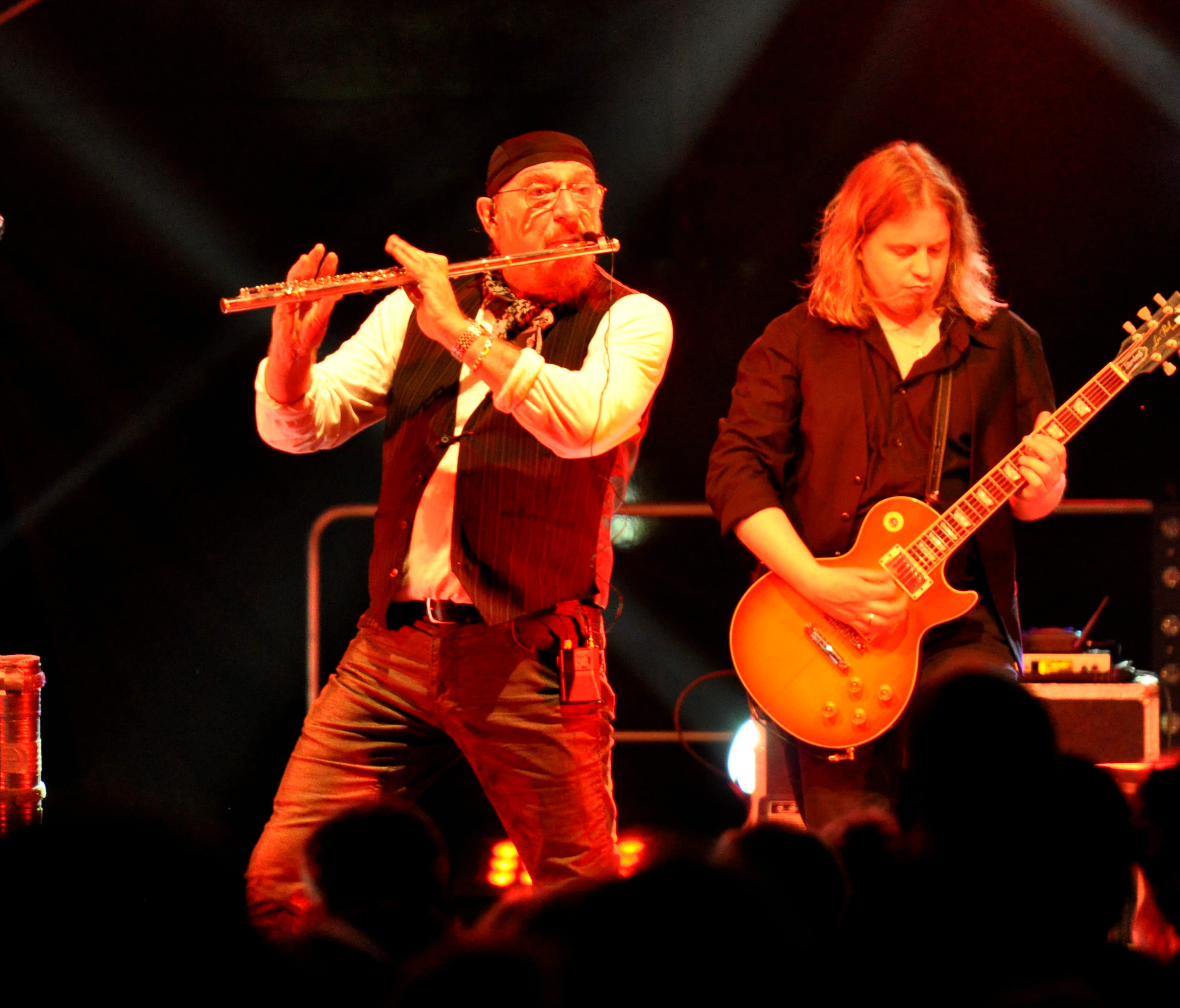
Ian Anderson beim Blacksheep-Festival 2016

Parallel zu seinen sonstigen Aktivitäten – zahlreiche Produktionen und Arrangements für andere Musiker und Gastauftritte, vor allem aber Jethro Tull – wirkt Anderson seit Ende der 1990er Jahre auch bei den Projekten von Leslie Mandoki mit, der einige bekannte Rockmusiker um sich versammelt hat, um auch im 21. Jahrhundert „handgemachte“ Rockmusik zu spielen. In den Jahren 2004 und 2005 ging Ian Anderson mit dem Orchester der Neuen Philharmonie Frankfurt auf eine Orchestertournee. Mit einer eigens dafür zusammengestellten Band und den Symphonikern bot er einen Querschnitt seines Solowerks und der Arbeit mit Jethro Tull dar. Eine Doppel-CD und eine DVD, die diese Tour dokumentieren, erschienen Mitte 2005.
Ian Anderson war 2006 in Wien, um gemeinsam mit Dee Dee Bridgewater zum 250. Geburtstag von Wolfgang Amadeus Mozart dessen klassische Werke in neuem Stil aufzuführen.
Am 30. April 2006 trat er im Wiener Konzerthaus mit dem Programm Ian Anderson plays Orchestral Jethro Tull & Other Music feat. The Blue Danube Chamber Orchestra auf. Als Gastsolistin trat die aus den USA stammende Lucia Micarelli an der Violine auf. Außerdem ist Anderson Gastmusiker auf einem Toto-Album, und er begleitete die Band zeitweise auf ihrer Worldtour 2006.
2014 erklärte er anlässlich des Erscheinens seines Soloalbums Homo Erraticus, er werde nicht mehr unter dem Namen „Jethro Tull“ auftreten. 
Dies hat sich jedoch bereits 2017 mit einer Jethro-Tull-Tour durch Australien, Neuseeland und Osteuropa wieder geändert. Außerdem war er zum 50. Jubiläum der Band mit ihr in Europa und Nordamerika mit Konzerten unterwegs. Größter Schwerpunkt waren die ersten 10 Jahre. In einem Interview sieht Anderson jedoch die Wiedervereinigung Jethro Tulls auch kritisch und bezieht sich auf den Wikipedia-Artikel zur Band.

### Die Soloalben
Anderson experimentierte ab etwa 1980 mit den Möglichkeiten der Musikelektronik. Sein erstes Soloalbum Walk Into Light (1983) entstand in Zusammenarbeit mit dem damaligen Jethro-Tull-Keyboarder Peter-John Vettese und war von ausufernden Synthesizerklängen geprägt. In den 1990er Jahren kamen seine Folk-inspirierten Akustikambitionen mit zunehmenden Weltmusik-Einflüssen mehr zum Tragen. 1995 legte er sein zweites Solowerk vor. Auf Divinities – Twelve Dances With God beleuchtet er mit zwölf Instrumentalstücken im klassischen Stil unter starkem Einfluss indischer und anderer Musik die spirituelle Weltsicht verschiedener Kulturkreise. 

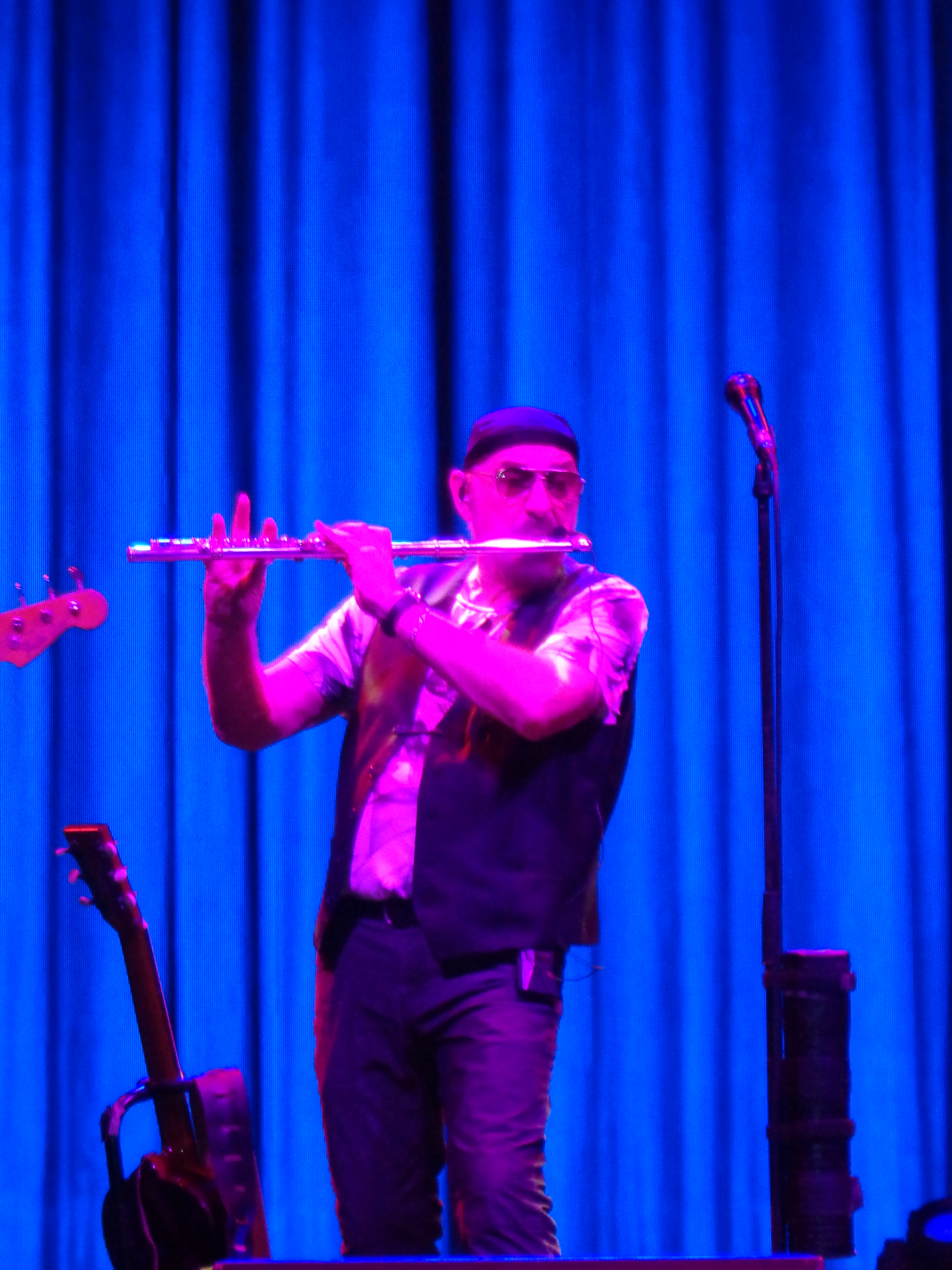
Ian Anderson beim Konzert von Jethro Tull in Zagreb, 2018

Der Trend zu exotischen Instrumenten und weitgehendem Verzicht auf Verstärker setzte sich auch beim dritten Soloalbum fort. The Secret Language Of Birds (2000) ist deutlich Folk-orientiert und dokumentiert die musikalische Reife Andersons. Gleiches gilt für das vierte Soloalbum Rupi’s Dance (2003), das im Vergleich zum vorherigen Album etwas rockiger erscheint und wiederum durch verschmitzte beziehungsweise nachdenkliche Texte charakterisiert ist.
2012 erschien das Album Thick as a Brick 2, das Anderson mit seiner „Touring Band“ einspielte und unter seinem Namen veröffentlichte. Es knüpft textlich und musikalisch an das 1972 erschienene Jethro-Tull-Album Thick as a Brick an. Das 2014 veröffentlichte Album Homo Erraticus, mit derselben Band aufgenommen, ebenfalls ein Konzeptalbum, gibt einen Abriss der britischen Geschichte.

### Geschäftliche Aktivitäten
Anderson ist auch außerhalb der Musikindustrie ein erfolgreicher Geschäftsmann. Unter anderem besaß er mehrere Lachsfarmen. Seine Firma auf der schottischen Insel Skye war in den späten 1990er Jahren 10,7 Millionen Pfund wert, bevor er Anteile davon verkaufte. 2007 besaßen er und seine Frau Shona eine Firmengruppe, die im Jahr 2004 einen Gewinn von 1,8 Millionen Pfund erwirtschaftete.

### Privatleben
Von 1970 bis 1974 war Ian Anderson mit der Fotografin Jennie Franks verheiratet. Einige Quellen, unter anderem der Schallplattentext, legen nahe, dass sie Textteile zu dem Song Aqualung beisteuerte.
1976 heiratete er Shona Learoyd, Tochter eines reichen Wollproduzenten. Er lernte sie durch ihre Tätigkeit bei der damaligen Jethro-Tull-Plattenfirma Chrysalis Records kennen. Nach mehreren Umzügen, auch nach Schottland, lebt das Paar in Wiltshire in England. Sie haben zwei Kinder. James Anderson ist ebenfalls Musiker, während Tochter Gael in der Filmbranche tätig ist.
In den 1990er Jahren erlitt Ian Anderson eine Thrombose der tiefen Beinvenen, ausgelöst durch einen Langstreckenflug. Seit diesem lebensbedrohlichen Vorfall engagiert er sich im Kampf gegen dieses Phänomen, indem er unter anderem auf seiner Website für das Tragen von Stützstrümpfen bei längeren Flugreisen plädiert. Es gibt sogar Videospots mit ihm zum Thema, die jedoch aktuell im Internet nicht mehr aufrufbar sind.

## Ehrungen und Rezeption
In Anerkennung seines lebenslangen Beitrags zur nichtklassischen Musik erhielt Anderson 2006 den Ivor Novello Award für Internationale Leistungen sowie im selben Jahr einen Ehrendoktortitel für Literatur an der Heriot-Watt University in Edinburgh. 2007 wurde er von Elisabeth II. zum Member of the Order of the British Empire ernannt. 2011 verlieh ihm die University of Abertay Dundee eine weitere Ehrendoktorwürde.
Aufgrund seines Engagements für bedrohte Tierarten wurde Ian Anderson am 17. Mai 2012 in Stuttgart mit dem NatureLife-Umweltpreis 2012 ausgezeichnet.
2013 wurde er bei den Progressive Music Awards mit dem Titel Prog God ausgezeichnet.
Ian Anderson wird weltweit als der Musiker angesehen, der die Querflöte in die Rockmusik eingebracht hat.

## Interessen
Zu seinen Interessen zählt Anderson: 
- den Schutz von Wildkatzen
- den Schutz von bedrohten Pferderassen
- alte Kameras, insbesondere Leicas
- die indische Küche
- Motocross (jedoch hat er nie eine Führerscheinprüfung abgelegt)

## Diskografie

### Alben
| Jahr | Titel                                                                         | Höchstplatzierung, Gesamtwochen, AuszeichnungChartplatzierungen (Jahr, Titel, Platzierungen, Wochen, Auszeichnungen, Anmerkungen) | Höchstplatzierung, Gesamtwochen, AuszeichnungChartplatzierungen (Jahr, Titel, Platzierungen, Wochen, Auszeichnungen, Anmerkungen) | Höchstplatzierung, Gesamtwochen, AuszeichnungChartplatzierungen (Jahr, Titel, Platzierungen, Wochen, Auszeichnungen, Anmerkungen) | Höchstplatzierung, Gesamtwochen, AuszeichnungChartplatzierungen (Jahr, Titel, Platzierungen, Wochen, Auszeichnungen, Anmerkungen) | Höchstplatzierung, Gesamtwochen, AuszeichnungChartplatzierungen (Jahr, Titel, Platzierungen, Wochen, Auszeichnungen, Anmerkungen) | Anmerkungen                                      |
| Jahr | Titel                                                                         | DE | AT | CH | UK | US | Anmerkungen                                      |
| ---- | ----------------------------------------------------------------------------- | --- | --- | --- | --- | --- | ------------------------------------------------ |
| 1983 | Walk into Light                                                               | — | — | — | UK78 (1 Wo.)UK | — |                                                  |
| 1985 | A Classic Case – The London Symphony Orchestra Plays the Music of Jethro Tull | DE30 (8 Wo.)DE | — | CH30 (1 Wo.)CH | — | — | The London Symphony Orchestra feat. Ian Anderson |
| 2000 | The Secret Language of Birds                                                  | DE66 (3 Wo.)DE | — | — | — | — |                                                  |
| 2003 | Rupi’s Dance                                                                  | DE40 (3 Wo.)DE | — | — | — | — |                                                  |
| 2005 | Ian Anderson Plays the Orchestral Jethro Tull                                 | DE68 (3 Wo.)DE | — | — | — | — |                                                  |
| 2012 | TAAB2 – Thick as a Brick 2                                                    | DE13 (6 Wo.)DE | AT19 (2 Wo.)AT | CH31 (4 Wo.)CH | UK35 (2 Wo.)UK | US55 (2 Wo.)US | Jethro Tull’s Ian Anderson                       |
| 2014 | Homo Erraticus                                                                | DE13 (4 Wo.)DE | AT41 (1 Wo.)AT | CH69 (1 Wo.)CH | UK14 (3 Wo.)UK | US111 (2 Wo.)US |                                                  |
| 2014 | Thick as a Brick – Live in Iceland                                            | DE22 (2 Wo.)DE | — | — | — | — | Jethro Tull’s Ian Anderson Doppel-Live-CD/-DVD   |
| 2017 | Jethro Tull – The String Quartets                                             | DE57 (1 Wo.)DE | AT50 (1 Wo.)AT | CH77 (1 Wo.)CH | UK56 (1 Wo.)UK | — | The Carducci Quartet feat. Ian Anderson          |

Weitere Alben
- 1995: Divinities – Twelve Dances with God

### Boxsets
- 2024: 8314 Boxed (Boxset mit Andersons Soloalben auf Vinyl in limitierter Auflage)

### Singles
Singleveröffentlichungen mit Leslie Mandoki:
- Hold On to Your Dreams / Leslie Mandoki with Ian Anderson, David Clayton-Thomas, Jack Bruce, Bobby Kimball (1993)
- Mother Europe / Leslie Mandoki with Ian Anderson, Jack Bruce, Bobby Kimball, David Clayton-Thomas

| Jahr | Titel Album                    | Höchstplatzierung, Gesamtwochen, AuszeichnungChartsChartplatzierungen (Jahr, Titel, Album, Platzierungen, Wochen, Auszeichnungen, Anmerkungen) | Anmerkungen                                                       |
| Jahr | Titel Album                    | DE | Anmerkungen                                                       |
| ---- | ------------------------------ | --- | ----------------------------------------------------------------- |
| 1997 | On and On People in Room No. 8 | DE80 (6 Wo.)DE | Mandoki with Ian Anderson, Nik Kershaw, Jack Bruce, Bobby Kimball |